# Pterygascidia longa
Pterygascidia longa is een zakpijpensoort uit de familie van de Agneziidae. De wetenschappelijke naam van de soort is voor het eerst geldig gepubliceerd in 1918 door Van Name.